# Mülheimer FC 97
Der Mülheimer FC 97 (offiziell: Mülheimer Fußball Club 1997 e.V.) ist ein Fußballverein aus Mülheim an der Ruhr. Die erste Mannschaft der Männer spielte von 2023 bis 2025 in der Oberliga Niederrhein.

## Geschichte
Der Verein wurde im Jahre 1997 gegründet. Sein Fokus lag vor allem auf dem Kinder- und Jugendbereich. Die nach einigen Jahren ins Leben gerufene Herrenmannschaft spielte fast durchgehend in der Kreisliga C. Um 2010 herum wurde der Verein schrittweise von einigen türkischstämmigen Fußballern und Funktionären übernommen, die in unterschiedlichen Positionen bereits beim zu diesem Zeitpunkt erst vor Kurzem aufgelösten Verein Galatasaray Mülheim bzw. dessen Vorgänger Vatanspor Mülheim aktiv gewesen waren. Im Jahre 2011 wurde der Vereinsname in Mülheimer FC Vatangücü geändert. 
Mit einem komplett neuen Team stieg der MFC durch zwei Meisterschaften in Folge 2011 in die Kreisliga A auf. Dort blieb man zwei Jahre, ehe die Mülheimer über ein Relegationsspiel sogar den Sprung in die Bezirksliga schafften. Nach einem neunten Platz in der Aufstiegssaison folgten zwei Abstiege in Folge, die den Club 2016 wieder in der Kreisliga B ankommen ließen. Es folgten zwei Aufstiege in Folge, die die Mülheimer 2018 erneut in die Bezirksliga führten.
Ab der Saison 2017/18 kehrte der Verein wieder zu seinem Gründungsnamen zurück. Zum einen sollte der Vereinsname allgemein gehalten werden, damit der Verein nicht als rein türkischer Verein wahrgenommen wird. Zum anderen stießen die Vereinsverantwortlichen bei potentiellen Sponsoren wegen des türkischen Vereinsnamens auf Ablehnung.
Nach einem fünften Platz lag der MFC an der Tabellenspitze, als die Saison 2019/20 wegen der Corona-Pandemie abgebrochen wurde und stieg dadurch in die Landesliga Niederrhein auf. Nach drei Jahren in der sechsthöchsten Klasse folgte 2023 der Aufstieg in die Oberliga Niederrhein. Dort gelang in der ersten Saison mit Platz 12 der Klassenerhalt, bevor 2025 der Abstieg folgte.

## Erfolge
- Aufstieg in die Oberliga Niederrhein: 2023
- Aufstieg in die Landesliga Niederrhein: 2020
- Kreispokalsieger: 2022
- Mülheimer Hallenfußball-Stadtmeister: 2020, 2023

## Stadion
Die Heimspiele werden im Ruhrstadion ausgetragen. Die Anlage befindet sich im Stadtteil Styrum und bietet Platz für 6000 Zuschauer. Das Ruhrstadion wurde am 12. Juli 1925 eröffnet und wurde zuletzt im Jahre 2012 renoviert. Es wird auf Kunstrasen gespielt.

## Persönlichkeiten
- Bora Karadag
- Nurettin Kayaoğlu
- Dirk Pusch